# 보정 (동오)
보정(寶鼎)은 중국 손오(孫吳) 말제(末帝)의 세 번째 연호이다. 266년 8월에서 269년 9월까지 4년 2개월 동안 사용하였다. 266년 8월에 각지에서 큰 솥(大鼎)이 발견된 것을 계기로 개원하였다.
같은 시기에 사용된 다른 연호로는 서진(西晉)에서 사용한 태시(泰始 : 265년 ~ 274년)가 있다.

## 연대대조표
| 보정                | 원년           | 2년        | 3년        | 4년        |
| 서력                | 266년          | 267년      | 268년      | 269년      |
| 육십간지 (六十干支) | 병술(丙戌)     | 정해(丁亥) | 무자(戊子) | 기축(己丑) |
| 서진 (西晉)         | 태시(泰始) 2년 | 3년        | 4년        | 5년        |

## 같이 보기
- 중국의 연호

| 이전 연호 감로(甘露) | 중국의 연호 손오(孫吳) | 다음 연호 건형(建衡) |